# Aeroport Internacional Quatro de Fevereiro
L'Aeroport Internacional Quatro de Fevereiro (codi IATA: LAD, codi OACI: FNLU) és el principal aeroport internacional d'Angola que serveix la capital, Luanda. Compta amb vols internacionals a més de 22 destinacions i les principals aerolínies del món comencen arribar a aquesta destinació.
Actualment es fan obres d'ampliació i millora de l'aeroport que portaran una remodelació a la terminal de passatgers i la construcció d'una nova pista d'aterratge. Amb aquestes obres s'espera que la capacitat de recepció de passatgers passada de 400 a 1000 per hora i també generi un augment de capacitat d'1.200.000 passatgers a l'any a 3.600.000, amb una inversió aproximada de 74 milions de dòlars americans. Malgrat aquestes obres, l'actual aeroport ja es troba immers a la zona urbana i això impossibilita la seva expansió, per aquesta raó les autoritats locals realitzen estudis amb vista a construir un nou aeroport al municipi d'Ícolo e Bengo, província de Bengo, a uns 40km de Luanda.

## Història
L'aeroport va començar a construir-se en 1951 per servir la capital de la llavors província d'ultramar portuguesa d'Angola. Va ser inaugurat el 1954, pel president de Portugal, Francisco Craveiro Lopes. En honor seu, el nom oficial de l'aeroport va ser Aeroporto Presidente Craveiro Lopes).
Després de la independència d'Angola de Portugal el 1975, l'aeroport va ser rebatejat Quatro de Fevereiro Aeroport Internacional.

## Aerolínies i destins
| Ciutat                   | Nom de l'Aeroport                               | Aerolínies                                       |        |        |        |
| Angola                   | Angola                                          | Angola                                           | Angola | Angola | Angola |
| ------------------------ | ----------------------------------------------- | ------------------------------------------------ | ------ | ------ | ------ |
| Cabinda                  | Aeroport de Cabinda                             | TAAG Angola Airlines / SonAir                    |        |        |        |
| Catumbela                | Aeroport de Catumbela                           | TAAG Angola Airlines / SonAir                    |        |        |        |
| Huambo                   | Aeroport de Huambo                              | TAAG Angola Airlines                             |        |        |        |
| Kuito                    | Aeroport de Kuito                               | TAAG Angola Airlines                             |        |        |        |
| Lubango                  | Aeroport de Lubango                             | TAAG Angola Airlines / SonAir                    |        |        |        |
| Luena                    | Aeroport de Luena                               | TAAG Angola Airlines                             |        |        |        |
| Menongue                 | Aeroport de Menongue                            | TAAG Angola Airlines                             |        |        |        |
| Namibe                   | Aeroport de Namibe                              | TAAG Angola Airlines                             |        |        |        |
| Ondjiva                  | Aeroport de N'Giva                              | TAAG Angola Airlines                             |        |        |        |
| Saurimo                  | Aeroport Henrique de Carvalho                   | TAAG Angola Airlines                             |        |        |        |
| Soyo                     | Aeroport de Soyo                                | TAAG Angola Airlines / SonAir                    |        |        |        |
| Àfrica                   |                                                 |                                                  |        |        |        |
| Botswana                 |                                                 |                                                  |        |        |        |
| Gaborone                 | Aeroport Internacional Sir Seretse Khama        | TAAG Angola Airlines                             |        |        |        |
| Cap Verd                 |                                                 |                                                  |        |        |        |
| Praia                    | Aeroport Internacional Nelson Mandela           | TAAG Angola Airlines                             |        |        |        |
| Camerun                  |                                                 |                                                  |        |        |        |
| Duala                    | Aeroport Internacional de Douala                | TAAG Angola Airlines                             |        |        |        |
| Etiòpia                  |                                                 |                                                  |        |        |        |
| Addis Abeba              | Aeroport Internacional Bole                     | Ethiopian Airlines                               |        |        |        |
| Gabon                    |                                                 |                                                  |        |        |        |
| Libreville               | Aeroport de Libreville                          | Royal Air Maroc                                  |        |        |        |
| Kenya                    |                                                 |                                                  |        |        |        |
| Nairobi                  | Aeroport Internacional Jomo Kenyatta            | Kenya Airways                                    |        |        |        |
| Marroc                   |                                                 |                                                  |        |        |        |
| Casablanca               | Aeroport Internacional Mohammed V               | Royal Air Maroc                                  |        |        |        |
| Moçambic                 |                                                 |                                                  |        |        |        |
| Maputo                   | Aeroport Internacional de Maputo                | TAAG Angola Airlines Linhas Aéreas de Moçambique |        |        |        |
| Namíbia                  |                                                 |                                                  |        |        |        |
| Windhoek                 | Aeroport Internacional de Windhoek Hosea Kutako | TAAG Angola Airlines / Air Namibia               |        |        |        |
| Nigèria                  |                                                 |                                                  |        |        |        |
| Lagos                    | Aeroport Internacional Murtala Muhammed         | Arik Air                                         |        |        |        |
| República Centreafricana |                                                 |                                                  |        |        |        |
| Bangui                   | Aeroport Internacional de Bangui M'Poko         | TAAG Angola Airlines                             |        |        |        |
| Rep. del Congo           |                                                 |                                                  |        |        |        |
| Brazzaville              | Aeroport de Maya-Maya                           | TAAG Angola Airlines                             |        |        |        |
| Pointe-Noire             | Aeroport de Pointe-Noire                        | Equaflight                                       |        |        |        |
| R.D. del Congo           |                                                 |                                                  |        |        |        |
| Kinshasa                 | Aeroport Internacional de N'Djili               | Brussels Airlines                                |        |        |        |
| São Tomé i Príncipe      |                                                 |                                                  |        |        |        |
| São Tomé                 | Aeroport Internacional de São Tomé              | TAAG Angola Airlines                             |        |        |        |
| Sud-àfrica               |                                                 |                                                  |        |        |        |
| Ciutat del Cap           | Aeroport Internacional de Ciutat del Cap        | TAAG Angola Airlines                             |        |        |        |
| Johannesburg             | Aeroport Internacional de Johannesburg          | TAAG Angola Airlines / South African Airways     |        |        |        |
| Zàmbia                   |                                                 |                                                  |        |        |        |
| Lusaka                   | Aeroport Internacional de Lusaka                | TAAG Angola Airlines                             |        |        |        |
| Zimbàbue                 |                                                 |                                                  |        |        |        |
| Harare                   | Aeroport Internacional de Harare                | TAAG Angola Airlines                             |        |        |        |
| Europa                   |                                                 |                                                  |        |        |        |
| Alemanya                 |                                                 |                                                  |        |        |        |
| Frankfurt del Main       | Aeroport de Frankfurt del Main                  | Lufthansa                                        |        |        |        |
| Bèlgica                  |                                                 |                                                  |        |        |        |
| Brussel·les              | Aeroport de Brussel·les-Nacional                | Brussels Airlines                                |        |        |        |
| França                   |                                                 |                                                  |        |        |        |
| París                    | Aeroport de París-Charles de Gaulle             | Air France                                       |        |        |        |
| Països Baixos            |                                                 |                                                  |        |        |        |
| Amsterdam                | Aeroport d'Amsterdam-Schiphol                   | KLM                                              |        |        |        |
| Portugal                 |                                                 |                                                  |        |        |        |
| Lisboa                   | Aeroport de Lisboa                              | TAAG Angola Airlines / TAP Portugal              |        |        |        |
| Oporto                   | Aeroport d'Oporto-Francisco Sá Carneiro         | TAAG Angola Airlines                             |        |        |        |
| Regne Unit               |                                                 |                                                  |        |        |        |
| Londres                  | Aeroport de Londres-Heathrow                    | British Airways                                  |        |        |        |
| Centreamèrica i El Carib |                                                 |                                                  |        |        |        |
| Cuba                     |                                                 |                                                  |        |        |        |
| L'Havana                 | Aeroport Internacional José Martí               | TAAG Angola Airlines                             |        |        |        |
| Sud-amèrica              |                                                 |                                                  |        |        |        |
| Brasil                   |                                                 |                                                  |        |        |        |
| Río de Janeiro           | Aeroport Internacional de Galeão                | TAAG Angola Airlines                             |        |        |        |
| São Paulo                | Aeroport Internacional de Guarulhos             | TAAG Angola Airlines                             |        |        |        |
| Àsia                     |                                                 |                                                  |        |        |        |
| R.P. de la Xina          |                                                 |                                                  |        |        |        |
| Pequín                   | Aeroport Internacional de Pequín-Capital        | TAAG Angola Airlines                             |        |        |        |
| Emirats Àrabs Units      |                                                 |                                                  |        |        |        |
| Dubai                    | Aeroport Internacional de Dubai                 | TAAG Angola Airlines / Emirates                  |        |        |        |

## Estadístiques
|                                                                                          | Passatgers | Canvi de l'any anterior | Operació d'aeronaus | canvi de l'any anterior | Càrrec (tones mètriques) | Canvi de l'any anterior |
| ---------------------------------------------------------------------------------------- | ---------- | ----------------------- | ------------------- | ----------------------- | ------------------------ | ----------------------- |
| 2005                                                                                     | 882,749    | 18.15%                  | 28,382              | 17.31%                  | 19,975                   | 23.35%                  |
| 2006                                                                                     | 1,128,442  | 27.83%                  | 22,213              | 21.74%                  | 33,876                   | 69.59%                  |
| 2007                                                                                     | N.A.       | N.A.                    | N.A.                | N.A.                    | N.A.                     | N.A.                    |
| 2008                                                                                     | 2,222,638  | N.A.                    | 68,000              | N.A.                    | 42,614                   | N.A.                    |
| 2009                                                                                     | 2,430,794  | 9.37%                   | 65,843              | 3.17%                   | 53,339                   | 25.17%                  |
| Fonts: Airports Council International. World Airport Traffic Statistics (Anys 2005-2009) |            |                         |                     |                         |                          |                         |

## Accidents i incidents
- El 12 de febrer de 2000, un avió de càrrega Boeing 727 de Transafrik International es va estavellar en aterrar a la pista 23. A causa dels forts vents amb ratxes d'entre 50 i 80 nusos, l'aeronau havia executat una aproximació frustrada, i sobre el brot d'aterratge del segon intent, els testimonis van veure l'ala dreta tocar a terra.
- El 25 de maig de 2003, un Boeing 727–223 amb número de registre N844AA, que havia estat estacionat a l'aeroport durant més d'un any, va desaparèixer en estranyes circumstàncies.
- El 27 de juny de 2009, un Boeing 777-200ER G-RAES de British Airways va ser danyat mentre estacionava per una col·lisió amb un Airbus A340-600 B-6510 de Hainan Airlines.[7][8]
- El 31 de gener de 2010 un Guicango Yakovlev Yak-40 D2-FES va patir el col·lapse de tots els trens d'aterratge després d'un vol des de Cabinda.[9]